# 던디 FC
던디 FC(Dundee Football Club)는 스코틀랜드 던디에 위치한 축구 클럽이다. 1893년에 설립 되었고 홈 경기장은 덴스 파크다. 현재 스코티시 프리미어십에서 활약하고 있다. 가장 최근의 주요 대회 우승은 2013-14시즌 스코티시 챔피언십에서의 우승이다.

## 전성기
던디는 1960년대에 스코틀랜드 풋볼 리그(스코틀랜드 프리미어리그가 출범하기 전의 최상위 리그) 우승, 유러피언 컵 4강에 오르면서 전성기를 누렸다.

## 라이벌
지역 클럽인 던디 유나이티드 FC와 라이벌 관계를 형성하고 있으며 던디 유나이티드의 홈 경기장인 태너다이스 파크와 던디의 홈 경기장 덴스 파크는 같은 도로상에 위치해있고 세계에서 가장 거리가 가까운 두 개의 축구 경기장이다.

## 선수 명단

### 현역
참고: FIFA 자격 규정에 따라 소속된 국가대표팀 국기를 표시합니다. 선수는 복수의 FIFA 비회원국 국적을 가지고 있을 수 있습니다.
| 번호 | 포지션 | 국적     | 이름              |
| ---- | ------ | -------- | ----------------- |
| 5    | DF     | 아일랜드 | 조 쇼네시         |
| 11   | MF     |          | 올루와슨 아드우미 |
| 14   | MF     |          | 세사르 가자       |
| 21   | DF     |          | 지야드 라르케체   |
| 23   | FW     | 잉글랜드 | 셉 팔머 홀든      |

| 번호 | 포지션 | 국적       | 이름        |
| ---- | ------ | ---------- | ----------- |
| 27   | MF     |            | 빅터 로페스 |
| 31   | GK     | 북아일랜드 | 트레버 카슨 |

## 역대 성적
- 스코틀랜드 1부 리그, 스코틀랜드 리그 프리미어 디비전 (현 스코틀랜드 프리미어리그)

우승 (1): 1961-62
- 스코틀랜드 1부 리그, 스코틀랜드 리그 프리미어 디비전 준우승

우승 (4): 1902–03, 1906–07, 1908–09, 1948–49
- 스코틀랜드 컵

우승 (1): 1909–10
- 스코틀랜드 컵 준우승

우승 (4): 1924–25, 1951–52, 1963–64, 2002–03
- 스코틀랜드 리그 컵

우승 (3): 1951–52, 1952–53, 1973–74
- 스코틀랜드 리그 컵 준우승

우승 (3): 1967–68, 1980–81, 1995–96
- 스코틀랜드 챌린지 컵

우승 (2): 1990–91, 2009–10
- 스코틀랜드 챌린지 컵 준우승

우승 (1): 1994–95
- 유러피언 컵 4강

우승 (1): 1962–63
- 인터시티스 페어스컵 4강

우승 (1): 1967–68